# Balancelle (meuble)
Pour les articles homonymes, voir Balancelle (homonymie).

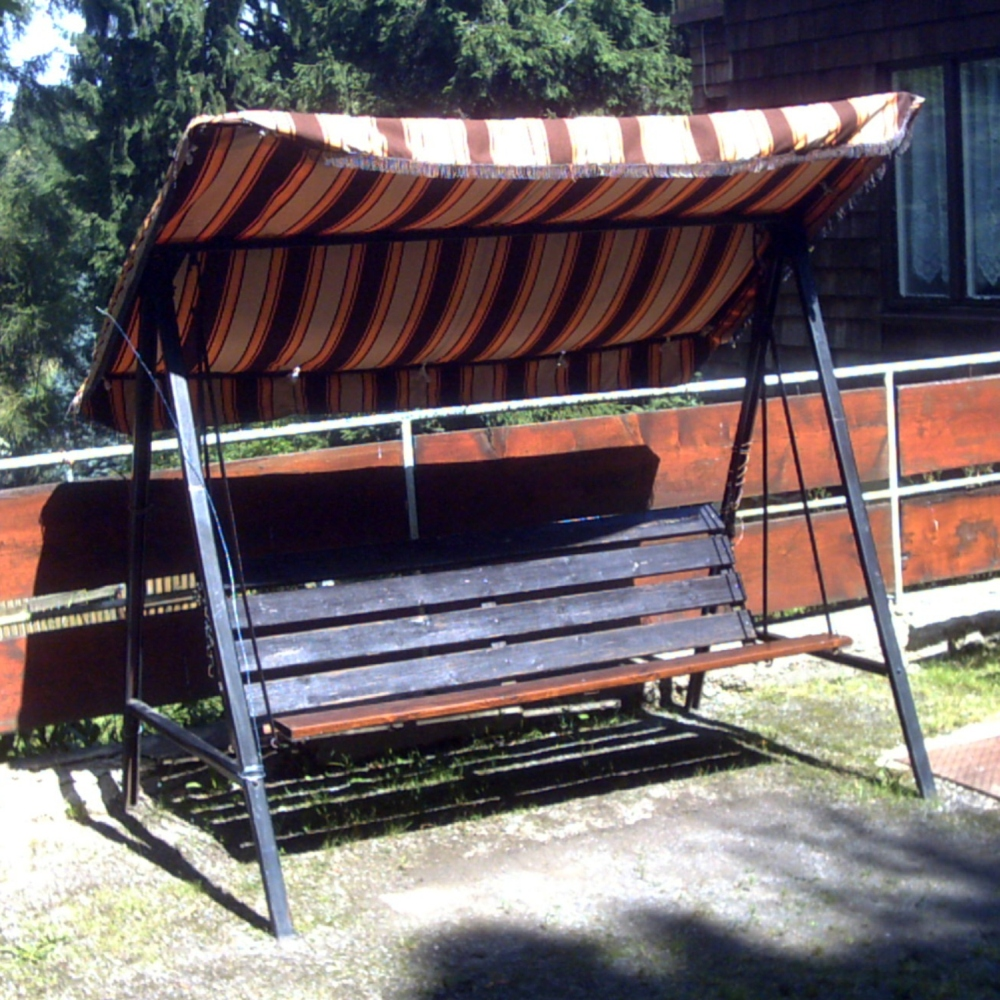
Balancelle de jardin

Une balancelle est un siège suspendu, souvent à plusieurs places, sur lequel on peut se balancer. Généralement utilisées dans les jardins, les balancelles sont souvent pourvues d'un auvent destiné à protéger les occupants du soleil.